# Tsaritsa

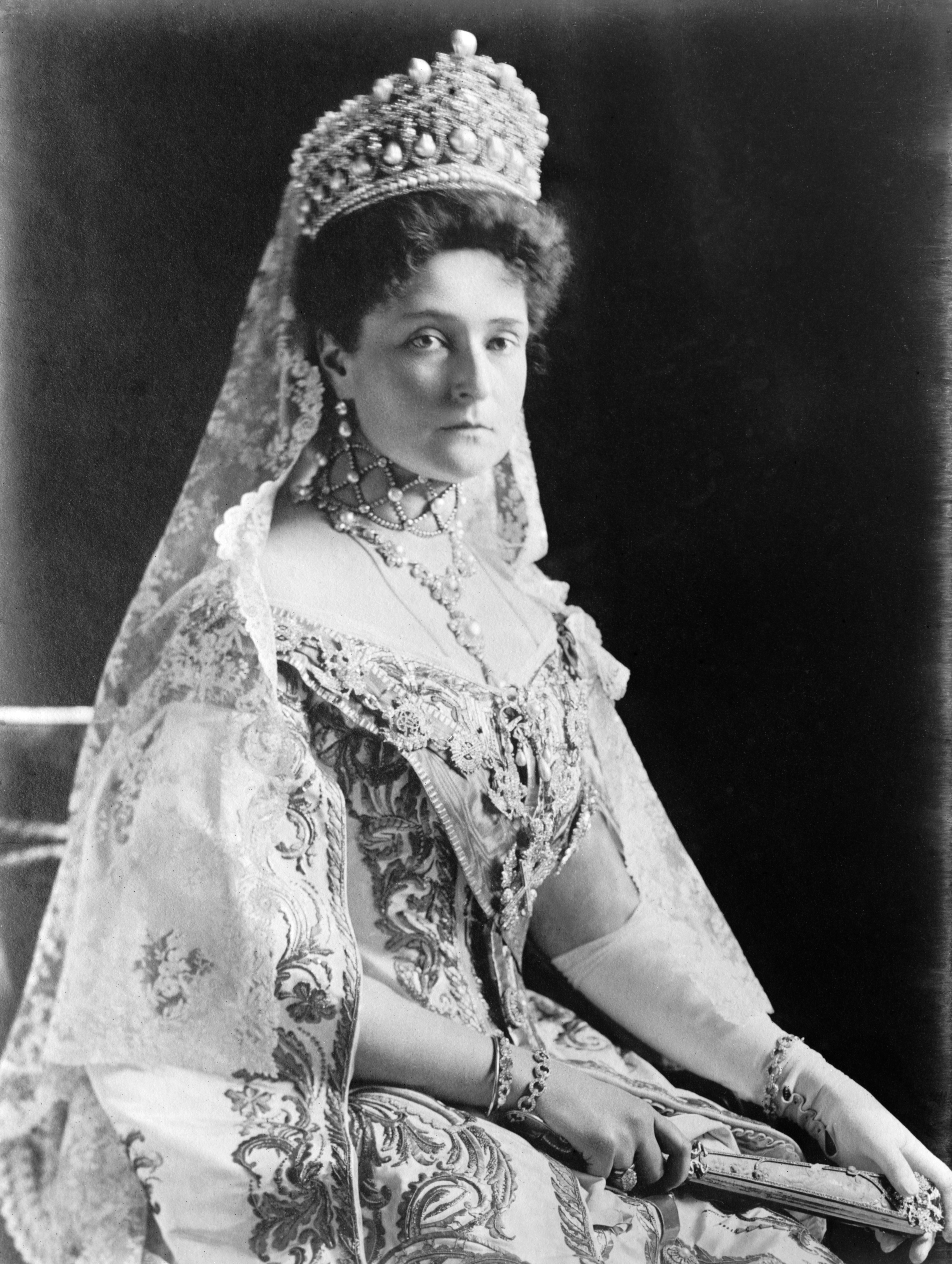
Tsaritsa Alexandra Fjodorovna

Tsaritsa (bulgariska: царица; ryska: цари́ца) eller tsarinna, feminin form av titeln tsar; eller titel för kvinnlig gemål till tsar. Titeln har funnits i Bulgarien mellan åren 913 och 1008, mellan åren 1185 och 1422 och från 1908–1946, Serbien mellan 1346 och 1371 och i Ryssland officiellt mellan ungefär 1547 och 1721 och inofficiellt 1721–1917 (då det officiellt kallades kejsarinna). I Ryssland har de mest kända exemplen på en inofficiell tsaritsa varit Ivan IV av Rysslands fruar.
Den sista ryska tsaritsan var Alexandra Fjodorovna som var gift med Nikolaj II. Den sista bulgariska tsaritsan var Giovanna av Italien, fru till tsar Boris III av Bulgarien.
Ordet tsaritsa härstammar från ordet царица (ryska: caríca), som kan användas för tsaritsor eller för drottningar av tidigare ryska monarkier. Ordet kommer av den ryska motsvarigheten till drottning.